# Bothriechis schlegelii
Bothriechis schlegelii är en ormart som beskrevs av Berthold 1846. Bothriechis schlegelii ingår i släktet Bothriechis och familjen huggormar. Inga underarter finns listade.
Arten förekommer från södra Mexiko över Centralamerika till Colombia, Ecuador och Peru. Den vistas i låglandet och i bergstrakter upp till 2500 meter över havet. Honor lägger inga ägg utan föder levande ungar.